# なかよしペットシリーズ
なかよしペットシリーズは、エム・ティー・オーより発売されているペット育成シミュレーションゲームのシリーズ。

## 概要
低年齢層向けのバーチャルペット育成ゲームで、ハムスター、ウサギ、仔犬、子猫を扱っているが、現在は仔犬と子猫に絞られている。バーチャルペットとしての歴史は『nintendogs』よりも古い。
ゲームボーイカラー向けは「なかよしペットシリーズ」、ゲームボーイアドバンス向けは「なかよしペットアドバンスシリーズ」となっていたが、『かわいい仔犬ワンダフル』からはシリーズとしての表記は無くなっている。

## ラインナップ
- ゲームボーイカラー用
  - かわいいハムスター（2000年1月28日）
  - かわいいウサギ（2000年3月24日）
  - かわいい仔犬（2000年8月11日）
  - かわいい子猫（2001年2月16日）
  - かわいいハムスター2（2001年4月27日）
- ゲームボーイアドバンス用
  - かわいいハムスター（2001年10月26日）
  - かわいい仔犬（2002年3月22日）
  - かわいい子猫（2002年8月9日）
  - かわいい仔犬ミニ〜わんこと遊ぼう!!〜（2003年7月11日）
  - かわいい仔犬ワンダフル（2004年11月22日）
- ニンテンドーDS用
  - かわいい仔犬DS（2006年10月5日）
  - おしゃれな仔犬DS（2007年10月18日）
  - かわいい子猫DS（2008年1月24日）
  - かわいい仔犬DS2（2008年10月9日）
  - かわいい子猫DS2（2009年7月23日）
  - かわいい仔犬DS3（2010年3月18日）
  - かわいい子猫DS3（2010年12月2日）
- ニンテンドー3DS用（海外の発売はユービーアイソフトが担当）
  - かわいい仔犬3D / 英名: Puppies 3D
発売日：2011年11月8日[1]、 2011年11月11日[1]、 2011年12月15日[2]
  - かわいい子猫3D（2012年12月13日[3]）※国内のみ販売
  - オシャレでかわいい 子犬と遊ぼ！-海編- / 英名: Petz Beach
発売日： 2012年12月20日[4]、 2014年10月14日[5]、 2014年10月16日[6][7]、 2014年11月6日[8][9]
  - オシャレでかわいい 子犬と遊ぼ！-街編- / 英名: Petz Countryside
発売日： 2013年4月18日[10]、 2014年10月14日[11]、 2014年10月17日[11]、 2014年10月30日[11]
  - おしゃれな仔犬3D（2013年8月1日[12]）※国内のみ販売
  - 子猫のアルバム ～MyLittleCat～（2013年12月19日[13]）※国内のみ販売